# Алфонсо VI
Алфонсо VI Смели (на испански: Alfonso VI el Bravo; * 1043; † 30 юни 1109) е крал на Леон от 1065 г. до смъртта си. След смъртта на брат си Санчо II през 1072 г. става и крал на Кастилия. Един от най-известните водачи на Реконкистата, той превзема Толедо от маврите през 1085.

## Произход
Син е на Фернандо I и Санча де Леон, дъщеря на Алфонсо V, крал на Леон. Преди смъртта си Фернандо I разделя кралството между децата си: Санчо II получава Кастилия, Алфонсо получава Леон и Астурия, Гарсия получава Галисия и Португалия. Двете му дъщери получават градовете: Елвира получава Торо, а Урака получава Самора. Давайки им владения, той се надява, че те ще спазват завещанието.

## Крал на Леон
След смъртта на баща им през 1065 г. Санчо II счита (като най-голям), че заслужава по-голямата част от кралството, и затова се стреми да завземе всички земи, които са завещани на родните му братя и сестри. В 1067 година започва война между Алфонсо VI и Санчо II, по време на която последния го разбива в две сражения – при Лянтада и Галпехар. Във второто сражение Алфонсо попада в плен и брат му го заточва в един от своите замъци. След време Алфонсо бяга, и намира приют при двора на емира на Толедо. Като узнава през 1072 година за смъртта на Санчо II, Алфонсо тайно бяга от Толедо, и е провъзгласен за крал на Кастилия.

## Крал на Кастилия
При двора на Алфонсо служи знаменитият военачалник Родриго Диас де Вивар, известен като Ел Сид (Господарят на арабски). През 1080 година Алфонсо прогонва Сид. През 1087 година кани Ел Сид обратно. Брат си Гарсия, управляващ Галисия, той чрез измама хваща в плен и го държи строго под ключ до самата му смърт. По такъв начин, Алфонсо VI овладява всички бащини владения: Кастилия, Леон и Галисия.
Възползвайки се от факта, че емирът на Севиля Ал-Мутамид е помагал на Гарсия, Алфонсо VI започва с него война. Емирът успява да спре нашествието на християните единствено с обещание за заплащане на висок данък. През 1082 година, обвинявайки мюсюлманите в забавяне на данъци, Алфонсо потегля към Севиля и три дни я обсажда. Скоро след това гражданите на Толедо изгонват от града емира Ал-Кадир. През 1084 година Алфонсо VI му връща Толедо, но иска срещу това увеличение на данъка и предаване на някои крепости. В следващата година, като събира голяма войска, Алфонсо за втори път се отправя към Толедо. След недълга обсада Ал-Кадир се съгласява да капитулира и на 25 май 1085 година Алфонсо тържествено влиза в древната столица на Вестготското кралство. В това време Толедо и неговите покрайнини стават част от Кралство Кастилия.
Изплашени от успехите на Алфонсо VI Храбри, мюсюлманските емири призовават на помощ вожда на африканската ислямска династия Алморавиди Юсуф Ибн Ташфин. През октомври 1086 година в битката при Залака в днешна Мурсия той нанася на Алфонсо тежко поражение. Християните понасят огромни загуби. През 1090 година Алморавидите принуждават кастилците да напуснат Толедо. През 1108 г. Али, синът на Юсуф, разгромява кастилците в битката при Уклес. В тази битка загива престолонаследникът Санчо, единствен син на Алфонсо. Загубата така потресла стареца, че той заболява и скоро умира.

## Семейство
Крал Алфонсо VI е женен три пъти.
1-ви брак: с Агнеса, дъщеря на херцога на Аквитания – Гийом VIII
2-ри брак: от 1081 година с Констанция († 1092), дъщеря на Робер I, херцог на Бургундия; имат една дъщеря:
- Урака I (1082 – 1126) – кралица на Кастилия

3-ти брак: със Заида, дъщеря на емира на Севиля; имат децата:
- Санчо (1093 – 1108), престолонаследник, загива в битката при Уклес състояла се на 29 май 1108 година
- Елвира (1100 – 1135), през 1117 година е омъжена за Роже ІІ, крал на Сицилия.
- Санча (1101 – 1125)